# Felix Herkens
Felix Herkens (* 15. März 1995 in Pforzheim) ist ein deutscher Politiker (Bündnis 90/Die Grünen). Seit 2021 ist er Abgeordneter im Landtag von Baden-Württemberg.

## Leben
2013 machte Herkens sein Abitur am Hilda-Gymnasium Pforzheim. Von 2013 bis 2014 leistete er Bundesfreiwilligendienst beim Familienzentrum Ost in Pforzheim. Von 2014 bis 2015 absolvierte er ein duales Studium der Sozialen Arbeit an der DHBW Stuttgart und im Jobcenter Enzkreis. Seit 2016 studiert er Sozial- und Kommunikationswissenschaften an der Universität Koblenz-Landau.

## Politik
Herkens trat 2013 den Grünen bei. Er war bei den Grünen für mehrere Jahre Vorstandsmitglied im Kreisverband Pforzheim/Enz sowie Mitglied des baden-württembergischen Landesvorstands der Grünen Jugend. Am 4. Juli 2016 rückte er für ein ausscheidendes Mitglied in den Gemeinderat seiner Geburtsstadt Pforzheim nach und wurde 2019 erneut in dieses Gremium gewählt. 2019 übernahm er dort auch den Vorsitz seiner Fraktion.
Bei der Landtagswahl in Baden-Württemberg 2021 gewann Herkens mit 26,2 Prozent der Stimmen das Direktmandat im Landtagswahlkreis Pforzheim. Bei der Landtagswahl 2026 tritt er nicht erneut an.